# スペイン時間
スペイン時間（スペインじかん）は、スペインの2つの時間帯及び夏時間について述べる。
スペインでは中央ヨーロッパ時間（グリニッジ標準時+01:00、以降GMT表記）と中央ヨーロッパ夏時間（GMT+02:00）がスペイン半島・バレアレス諸島・セウタ・メリリャ・プラサス・デ・ソベラニアで使用され、西ヨーロッパ時間（GMT+0:00）と西ヨーロッパ夏時間（GMT+01:00）がカナリア諸島で使用されている。
スペインの夏時間は3月最終日曜日（01:00 GMT）から10月最終日曜日（01:00 GMT）まで実施される。
第二次世界大戦以前はグリニッジ標準時（GMT+0:00）を使用していたが（当時のカナリア諸島はGMT-01:00）、戦時中に標準時が中央ヨーロッパ時間に変更され、以降は変更されていない。一部の監視者は中央ヨーロッパ時間への移行について、スペイン国民の毎日のスタイル（食事・睡眠が遅い：昼食は通常14時頃、夕食は通常21時頃に食べる）において役割を果たすと考えている。

## 歴史

### 標準時の採用
スペインは世界の他の地域と同様に、1900年12月31日まで平均太陽時を使用していた。
1900年7月22日のサン・セバスティアンで閣僚評議会が開かれ、フランシスコ・シルヴェラ議長は当時のスペインの摂政であるマリア・クリスティーナにスペインの時間を標準時にする勅令を提案した。
この提案された勅令は1900年7月26日にマリア・クリスティーナによって認可され、1901年1月1日以降、スペイン（カナリア諸島除く）の標準時としてグリニッジ標準時が使用された。

### カナリア諸島
カナリア諸島は1900年の勅令の適用範囲がイベリア半島とバレアレス諸島に限られていたことが判明する1922年3月1日まで平均太陽時を使用していた。その後、1940年3月16日まではGMT-01:00を、その後は西ヨーロッパ時間が使われるようになった。
カナリア諸島はスペインの他の地域と同じように夏時間があり（GMT+01:00）、3月最終日曜日に西ヨーロッパ時間1時から西ヨーロッパ夏時間2時に変わる（スペインの他の地域は中央ヨーロッパ時間2時から中央ヨーロッパ夏時間3時に変わる）。
夏時間が終了する10月最終日曜日には西ヨーロッパ夏時間2時から西ヨーロッパ時間1時に変わる（スペインの他の地域は中央ヨーロッパ夏時間3時から中央ヨーロッパ2時に変わる）。
スペインのラジオ局ではカナリア諸島とスペインの時間（中央ヨーロッパ時間及び西ヨーロッパ時間）が併せて伝えられるのが一般的である。

### 夏時間
夏時間が最初に導入されたのは第一次世界大戦が終わった1918年である。その後導入しては廃止されることが何回もあり（導入されなかったのは1920年-1923年・1925年・1930年、スペイン第二共和政の1931年-1936年）、スペイン内戦からは夏時間が再度導入されたものの、管理下が共和国派かナショナリスト派かで夏時間に入る・終わる日が異なった。
管理下が共和国派であった1938年の4月2日に1時間が進んだ時にグリニッジ標準時から中央ヨーロッパ時間に変更する最初の試みを行い、4月30日にもう1時間進ませ、10月2日に1時間調整した。スペイン内戦は1939年4月に終戦し、グリニッジ標準時に戻され、1939年4月15日に夏時間が適用された。
1973年のオイルショック以降は毎年夏時間が導入されている。 1981年には指令として適用されて以降、4年ごとに修正・改訂されている。なお、1996年に夏時間の終了日を10月最終日曜日に変更される（欧州連合による指令、Directive 2000/84/EC）以前は3月最終日曜日（1:00 GMT）から9月最終日曜日（1:00 GMT）までであった。

### 中央ヨーロッパ時間への移行
1940年、フランシスコ・フランコは1940年3月16日23時を1940年3月17日0時（グリニッジ標準時から中央ヨーロッパ時間への移行）に変更した。
ドイツに占領されたヨーロッパ地域と合わせるために、1942年に固定されており、これはフランス、ベルギー、オランダなどの西欧諸国に共通している。

### 中央ヨーロッパ時間の使用に対する批判
世界初の24時間区分（Worldwide time zones）によれば、GMT-01:00に相当する帯に位置している西部の一部（ガリシアの約4分の3にあたる地域）を除き、スペイン本土はグリニッジ標準時が平均太陽時間帯に最も近いのだが、1940年以降中央ヨーロッパ時間（GMT+1:00）を使用している。当時は数年後に取り消される一時的な決定と考えられていたが、今現在も中央ヨーロッパ時間の使用が継続されている。
そのため、平均太陽時に基づいた時間と現在使用されている中央ヨーロッパ時間の差は、夏時間の期間には2時間にもなり、これがスペイン国民の食事時間及び睡眠時間が遅いという特徴的なスケジュールをもたらしているとしている活動家がおり、標準時へ復帰させることで生産性の向上に繋がり、かつ家庭と仕事をより良いバランスにするのに役立つとしている。
2013年9月、時間の合理化及び個人・家庭・職業生活とその責任の調整などを研究する小委員会（Racionalización de Horarios、Conciliaciónde la Vida Personal、Familiar y Laboral y la Corresponsabilidadによって構成される。スペイン下院による）はスペイン政府に報告書を手渡すとともにGMTに標準時を戻すことを提案した。
小委員会は、この提案は生産性向上及び家庭・職場を含めた個人のスケジュールの調整を目的としており、標準時の変更は国民の生活に良い影響を及ぼすと考えており、政府もこの提案を検討している。

### ガリシアの問題点
スペイン本土の最西端であるガリシアは、中央ヨーロッパ夏時間と平均太陽時に2時間半程度の差がある。
具体例として、ビーゴでは、夏の間は平均太陽時では正午なのが14時40分頃となり、日没が22時15分頃となってしまう（バレアレス諸島であるメノルカ島の日没は21時20分頃である）。
スペイン・ポルトガルと同様に、誤差を1時間に縮めるように標準時を変更する提案がされている。内容としてはGMTへ戻すことや同じ経度であるポルトガルとの新たなタイムゾーンを作り共有するといったものである。

## IANAタイムゾーンデータベース
以下はIANAタイムゾーンデータベースに含まれているスペインの3つのタイムゾーンである。
| c.c.          | 座標        | TZ              | 補足                                         | 標準時    | DST       |
| ------------- | ----------- | --------------- | -------------------------------------------- | --------- | --------- |
| ISO 3166-1:ES | +4024-00341 | Europe/Madrid   | スペイン本土及びバレアレス諸島               | UTC+01:00 | UTC+02:00 |
| ISO 3166-1:ES | +3553-00519 | Africa/Ceuta    | セウタとメリリャ及びプラサス・デ・ソベラニア | UTC+01:00 | UTC+02:00 |
| ISO 3166-1:ES | +2806-01524 | Atlantic/Canary | カナリア諸島                                 | UTC+00:00 | UTC+01:00 |

## 近隣諸国との違い
スペインはポルトガル・フランス・アンドラ・モロッコの4カ国と国境を接している（イギリスの海外領土であるジブラルタルとも接する）。
モロッコは西欧同様にUTC+01:00であるが、ラマダーン期間に標準時（UTC）に戻るため、モロッコの時間はスペインより2時間早いことになる（ラマダーンは33年に1回の頻度で1年回る）。

## 夏時間及びその他の変更
下表はスペインの夏時間開始・終了の日時の変化を含んだ時間帯の変更の一覧である。変更の時間は中央ヨーロッパ時間・夏時間ではなくグリニッジ標準時で統一していることに注意。
| 年        | 夏時間の開始日時       | 時間帯の変更          | 夏時間の終了日時        | 時間帯の変更          | 補足                                                                                       |
| --------- | ---------------------- | --------------------- | ----------------------- | --------------------- | ------------------------------------------------------------------------------------------ |
| 1918      | 4月15日(月) 23:00 GMT  | GMT±00:00 → GMT+01:00 | 10月6日(日) 23:00 GMT   | GMT+01:00 → GMT±00:00 |                                                                                            |
| 1919      | 4月6日(日) 23:00 GMT   | GMT±00:00 →           | 10月6日(月) 23:00 GMT   | GMT+01:00 → GMT±00:00 |                                                                                            |
| 1924      | 4月16日(水) 23:00 GMT  | GMT±00:00 → GMT+01:00 | 10月4日(土) 23:00 GMT   | GMT+01:00 → GMT±00:00 |                                                                                            |
| 1926      | 4月17日(土) 23:00 GMT  | GMT±00:00 → GMT+01:00 | 10月2日(土) 23:00 GMT   | GMT+01:00 → GMT±00:00 |                                                                                            |
| 1927      | 4月9日(土) 23:00 GMT   | GMT±00:00 → GMT+01:00 | 10月1日(土) 23:00 GMT   | GMT+01:00 → GMT±00:00 |                                                                                            |
| 1928      | 4月14日(土) 23:00 GMT  | GMT±00:00 → GMT+01:00 | 10月6日(土) 23:00 GMT   | GMT+01:00 → GMT±00:00 |                                                                                            |
| 1929      | 4月20日(土) 23:00 GMT  | GMT±00:00 → GMT+01:00 | 10月6日(日) 23:00 GMT   | GMT+01:00 → GMT±00:00 |                                                                                            |
| 1937      | 5月22日(土) 23:00 GMT  | GMT±00:00 → GMT+01:00 | 10月2日(土) 23:00 GMT   | GMT+01:00 → GMT±00:00 | ナショナリスト派による変更                                                                 |
| 1937      | 6月16日(水) 23:00 GMT  | GMT±00:00 → GMT+01:00 | 10月6日(水) 23:00 GMT   | GMT+01:00 → GMT±00:00 | 共和国派による変更                                                                         |
| 1938      | 3月26日(土) 23:00 GMT  | GMT±00:00 → GMT+01:00 | 10月1日(土) 23:00 GMT   | GMT+01:00 → GMT±00:00 | ナショナリスト派による変更                                                                 |
| 1938      | 4月2日(土) 23:00 GMT   | GMT±00:00 → GMT+01:00 |                         |                       | 共和国派による変更。 グリニッジ標準時から中央ヨーロッパ時間への変更がされた                |
| 1938      | 4月30日(土) 22:00 GMT  | GMT+01:00 → GMT+02:00 | 10月2日(日) 22:00 GMT   | GMT+02:00 → GMT+01:00 | 共和国派による変更                                                                         |
| 1939      | 4月1日(土) 22:30 GMT   | GMT+01:00 → GMT±00:00 |                         |                       | 共和国派による変更。スペイン内戦が終戦。中央ヨーロッパ時間からグリニッジ標準時に変更された |
| 1939      | 4月15日(土) 23:00 GMT  | GMT±00:00 → GMT+01:00 | 10月7日(土) 23:00 GMT   | GMT+01:00 → GMT±00:00 |                                                                                            |
| 1940      | 3月16日(土) 23:00 GMT  | GMT±00:00 → GMT+01:00 |                         |                       | グリニッジ標準時から中央ヨーロッパ時間へ変更された                                         |
| 1942      | 5月2日(土) 22:00 GMT   | GMT+01:00 → GMT+02:00 | 9月1日(木) 22:00 GMT    | GMT+02:00 → GMT+01:00 |                                                                                            |
| 1943      | 4月17日(土) 22:00 GMT  | GMT+01:00 → GMT+02:00 | 10月3日(日) 22:00 GMT   | GMT+02:00 → GMT+01:00 |                                                                                            |
| 1944      | 4月15日(土) 22:00 GMT  | GMT+01:00 → GMT+02:00 | 9月30日(土) 23:00 GMT   | GMT+02:00 → GMT+01:00 |                                                                                            |
| 1945      | 4月14日(土) 22:00 GMT  | GMT+01:00 → GMT+02:00 | 9月29日(土) 23:00 GMT   | GMT+02:00 → GMT+01:00 |                                                                                            |
| 1946      | 4月13日(土) 22:00 GMT  | GMT+01:00 → GMT+02:00 | 9月28日(土) 22:00 GMT   | GMT+02:00 → GMT+01:00 |                                                                                            |
| 1949      | 4月30日(土) 22:00 GMT  | GMT+01:00 → GMT+02:00 | 10月1日(土) 23:00 GMT   | GMT+02:00 → GMT+01:00 |                                                                                            |
| 1974      | 4月13日(土) 22:00 GMT  | GMT+01:00 → GMT+02:00 | 10月5日(土) 23:00 GMT   | GMT+02:00 → GMT+01:00 |                                                                                            |
| 1975      | 4月12日(土) 22:00 GMT  | GMT+01:00 → GMT+02:00 | 10月7日(土) 22:00 GMT   | GMT02:00 → GMT+01:00  |                                                                                            |
| 1976      | 3月27日(土) 22:00 GMT  | GMT+01:00 → GMT+02:00 | 9月25日(土) 22:00 GMT   | GMT → GMT+01:00       |                                                                                            |
| 1977      | 4月2日(土) 22:00 GMT   | GMT+01:00 → GMT+02:00 | 9月24日(土) 22:00 GMT   | GMT+02:00 → GMT+01:00 |                                                                                            |
| 1978      | 4月2日(日) 22:00 GMT   | GMT+01:00 → GMT+02:00 | 10月1日(日) 01:00 GMT   | GMT+02:00 → GMT+01:00 |                                                                                            |
| 1979      | 4月1日(日) 01:00 GMT   | GMT+01:00 → GMT+02:00 | 9月30日(日) 01:00 GMT   | GMT+02:00 → GMT+01:00 |                                                                                            |
| 1980      | 4月6日(日) 01:00 GMT   | GMT+01:00 → GMT+02:00 | 9月28日(日) 01:00 GMT   | GMT+02:00 → GMT+01:00 |                                                                                            |
| 1981-1995 | 3月最終日曜日 1:00 GMT | GMT+01:00 → GMT+02:00 | 9月最終日曜日 1:00 GMT  | GMT+02:00 → GMT+01:00 |                                                                                            |
| 1996-     | 3月最終日曜日 1:00 GMT | GMT+01:00 → GMT+02:00 | 10月最終日曜日 1:00 GMT | GMT+02:00 →GMT+01:00  |                                                                                            |